# アーベル群の圏
数学の一分野である圏論におけるアーベル群の圏（あーべるぐんのけん、英: category of abelian groups）Ab は、アーベル群を対象とし群準同型を射とする圏である。アーベル群の圏はアーベル圏の原型であり、実際に任意の小さいアーベル圏は Ab に埋め込める。

## 性質
- アーベル群の圏 Ab の零対象は、単位元のみからなる自明群 {0} が与える。
- アーベル群の圏 Ab の単型射は単準同型であり、全型射は全準同型、同型射は双射準同型である。
- アーベル群の圏 Ab は群の圏 Grp の充満部分圏である。両者の主な違いは、Ab において二つの準同型 f, g の「和」f + g が定義され、{\displaystyle {\begin{aligned}(f+g)(x+y)=f(x+y)+g(x+y)&=f(x)+f(y)+g(x)+g(y)\\&=f(x)+g(x)+f(y)+g(y)=(f+g)(x)+(f+g)(y)\end{aligned}}} によってそれが再び群準同型となることである。ここで第三の等号において群が可換であるという仮定が用いられている。この準同型の加法により、アーベル群の圏 Ab は前加法圏となり、さらにアーベル群の有限直和が双積（英語版）となるから、実際には加法圏を成す。
- アーベル群の圏 Ab において、圏論的核は代数学的核に一致する。すなわち、射 f: A → B の圏論的な意味での核とは、K ≔ {x ∈ A : f(x) = 0} で定義される A の部分群 K に包含準同型 i: K → A を合わせて考えたものである。余核についても同様で、f の余核とは、剰余群 C = B/f(A) に自然な射影 p: B → C を合わせて考えたものになる（ここで Ab と Grp のさらなる重大な違いがあることに注意せよ。すなわち、Grp においては f(A) が B の正規部分群とならず、従って剰余群 B/f(A) が得られないことが起こり得る）。このように具体的に核と余核が記述できるから、Ab が実際にアーベル圏となることを見るのは極めて容易である。
- アーベル群の圏 Ab における圏論的直積は群の直積で与えられる。群の直積は、台集合のデカルト積に成分ごとの積で群演算を入れたものである。Ab は核を持つから、Ab が完備圏となることが示せる。Ab の圏論的直和は群の直和で与えられる。Ab は余核を持つから、Ab が余完備（英語版）となることも示せる。
- 忘却函手（英語版） Ab → Set はアーベル群の群構造を忘れて、その台集合を割り当てる（各群準同型も単に集合間の写像と見なす）ものである。この函手は忠実ゆえ、アーベル群の圏 Abは具体圏（英語版）である。この忘却函手は左随伴（任意の集合に、それが生成する自由アーベル群を割り当てる函手）を持つが、右随伴は持たない。
- アーベル群の圏 Ab において直極限をとる操作は完全函手である。整数の加法群 Z は生成対象（英語版） であるから、したがってアーベル群の圏 Ab はグロタンディエック圏（英語版）になる（実際には、Ab はグロタンディエック圏の原型例である）。
- アーベル群の圏 Ab に属する対象が入射対象となるための必要十分条件は、それが可除群となることである。また射影対象となるための必要十分条件は、それが自由アーベル群となることである。Ab は射影的生成対象 Z と入射的余生成対象（英語版） Q/Z を持つ。
- 二つのアーベル群 A, B が与えられたとき、それらのテンソル積 A ⊗ B が定義され、ふたたびアーベル群を成す。テンソル積を備えた Ab は対称モノイド圏を成す。
- アーベル群の圏 Ab はデカルト閉でない（したがってトポスにもならない）。これは指数対象がないためである。